# Народна музика

Українська народна музика. Сучасні українські троїсті музики

Наро́дна му́зика (музичний фольклор, англ. traditional folk music) — вокальна, інструментальна, вокально-інструментальна і музично-танцювальна творчість народу, основний вид і підсумок художньої творчості багатьох поколінь, який ґрунтується на історичних традиціях розвитку творчості різних груп та шарів населення. Народна музика створюється і передається в усній формі від виконавця до виконавця, від покоління до покоління, утворюючи так званий традиційний фольклор.
В міжнародній термінології термін «народна музика» зазвичай поділяється на два види: «традиційна народна музика» (англ. traditional folk music), що описує традиційну народну музику що бере свої початки у середньовіччі; та «сучасна народна музика» (англ. contemporary folk music), що описує сучасні музичні напрямки, що спираються на традиції фольклору.
Україномовна народна музика зародилася в період IX століття у часи становлення Київської Русі.

## Визначення терміна «народна музика»
В типології музичних культур розрізняють явища, загальні майже для всіх музичних культур, властиві певній групі культур та властиві лише певному регіону. Жанрова класифікація ґрунтується на комплексному підході, що враховує подібність тексту, мелодії, композиційної структури, соціальної функції, часу, місця та характеру виконання. В окремих культурах можлива також диференціація за віковою та статевою ознакою.
Основними видами народної музики вважаються: пісня, пісенна імпровізація (тип саамської йойки), пісня без слів (напр., єврейська), епічне сказання, танцювальні мелодії, плясові, інструментальні п'єси та награвання. У різних жанрах народної музики склалися різні типи мелодики (від речитативного до багато орнаментованого), багатоголосся (від гетерофонії до підголоскової поліфонії), ладозвукових систем та ритміки. Специфічними для різних регіонів і жанрів є манера звуковидобування, тембр і характер артикуляції. Різноманітними є і властиві тому чи іншому типу музичні форми (наприклад, строфічні, з рефреном, варіаційні структури і т.і.)

## Періодизація народної музики

### Традиційна народна музика

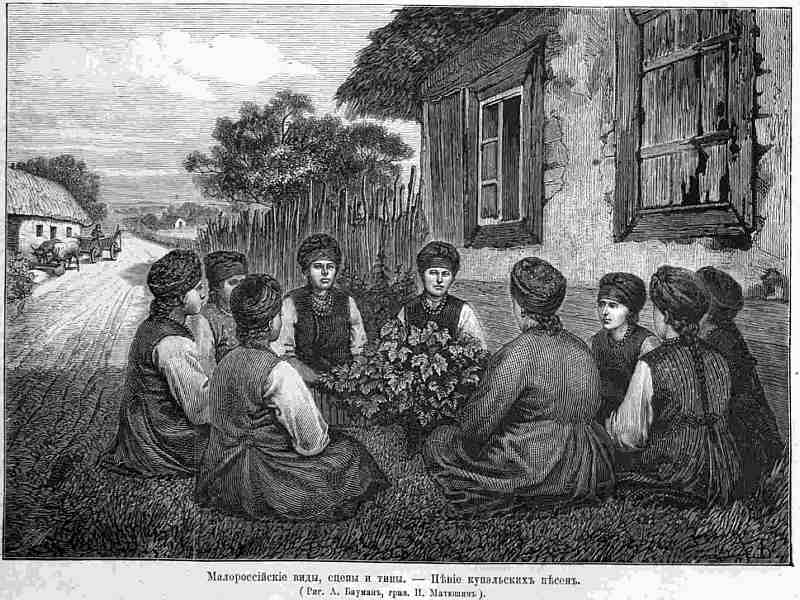
Спів купальських пісень. Україна, 1879

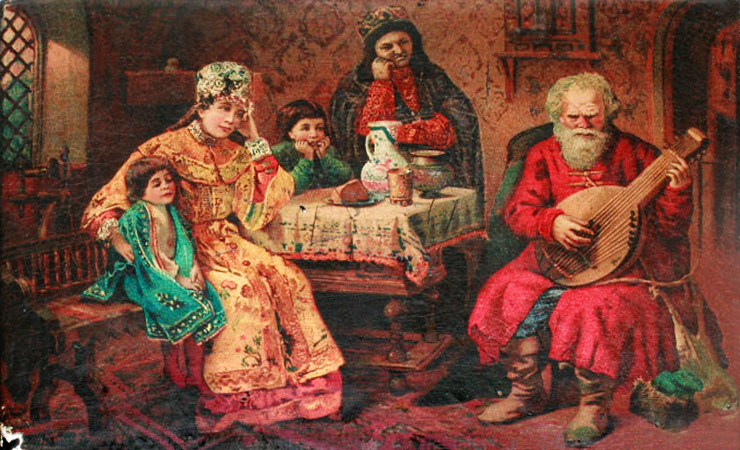
Кобзар, співак-оповіда́ч Остап Вересай. 1873

Протягом усієї історії людства починаючи від стародавніх часів давніх епох, люди не мали змоги слухати попередньо-записану музику. Відповідно у стародавні часи єдиним способом створення музики було відтворення її власним голосом під час ручної праці, відпочинку та релігійно-обрядових дійств. Ручна праця на полі зазвичай супроводжувалася співами звичайних селян, що допомагали вирішити відразу кілька проблем: 1) зменшити тугу ручної праці що включала повторювані рухи 2) тримати спільний ритм кільком робітникам одночасно та 3) підтримувати однаковий темп під-час таких дій як саджання, викорчовування бур'янів, млинарства тощо.

## Сучасна фольк-музика
Фольк-музика — це напрямок у музиці, що позначає музичні напрямки 20 століття, що пов'язані із відродженням традиційної народної музики (англ. folk revival), в тому числі етнічну музику (англ. world music), а також такі похідні напрямки, фолк-рок, фолк-метал, неофолк, фолк-панк, етно-електроніка та інші.

## Додаткова література
- Юрій Юцевич. Музика: словник-довідник. — Тернопіль, 2003. — 404 с. — ISBN 966-7924-10-6. (html-пошук по словнику, djvu)
- Іваницький, Анатолій (2009). Історичний синтаксис фольклору: Проблеми походження, хронологізації та декодування народної музики. Вінниця: Нова книга. 404 стор. ISBN 978-966-382-207-5. (PDF)